# Traktornyj zavod (metropolitana di Charkiv)
La stazione Traktornyj zavod (Тракторний завод, ; in russo Тракторный завод?, Traktornyj zavod) è una stazione della metropolitana di Charkiv, posta sulla linea Cholodnohirs'ko-Zavods'ka.